# NGC 20
NGC 20 je čočková galaxie v souhvězdí Andromedy. Její zdánlivá jasnost je 13,1 mag.
Galaxii objevil asistent Williama Parsonse R. J. Mitchell 18. září 1857. Jako objevitel je někdy uváděn William Parsons. Objevená galaxie byla zařazena do katalogu NGC jako NGC 20. Galaxie je také někdy označována jako NGC 6, kterou objevil Lewis Swift 20. září 1885, tedy až 28 let po objevu NGC 20. Swiftovo pozorování bylo nepřesné a jedná se o stejný objekt.
Za velmi dobrých podmínek je třeba dalekohled o průměru nejméně 25 cm a i v něm se galaxie jeví pouze jako mlhavý obláček.[zdroj?]